# Золотая пальмовая ветвь

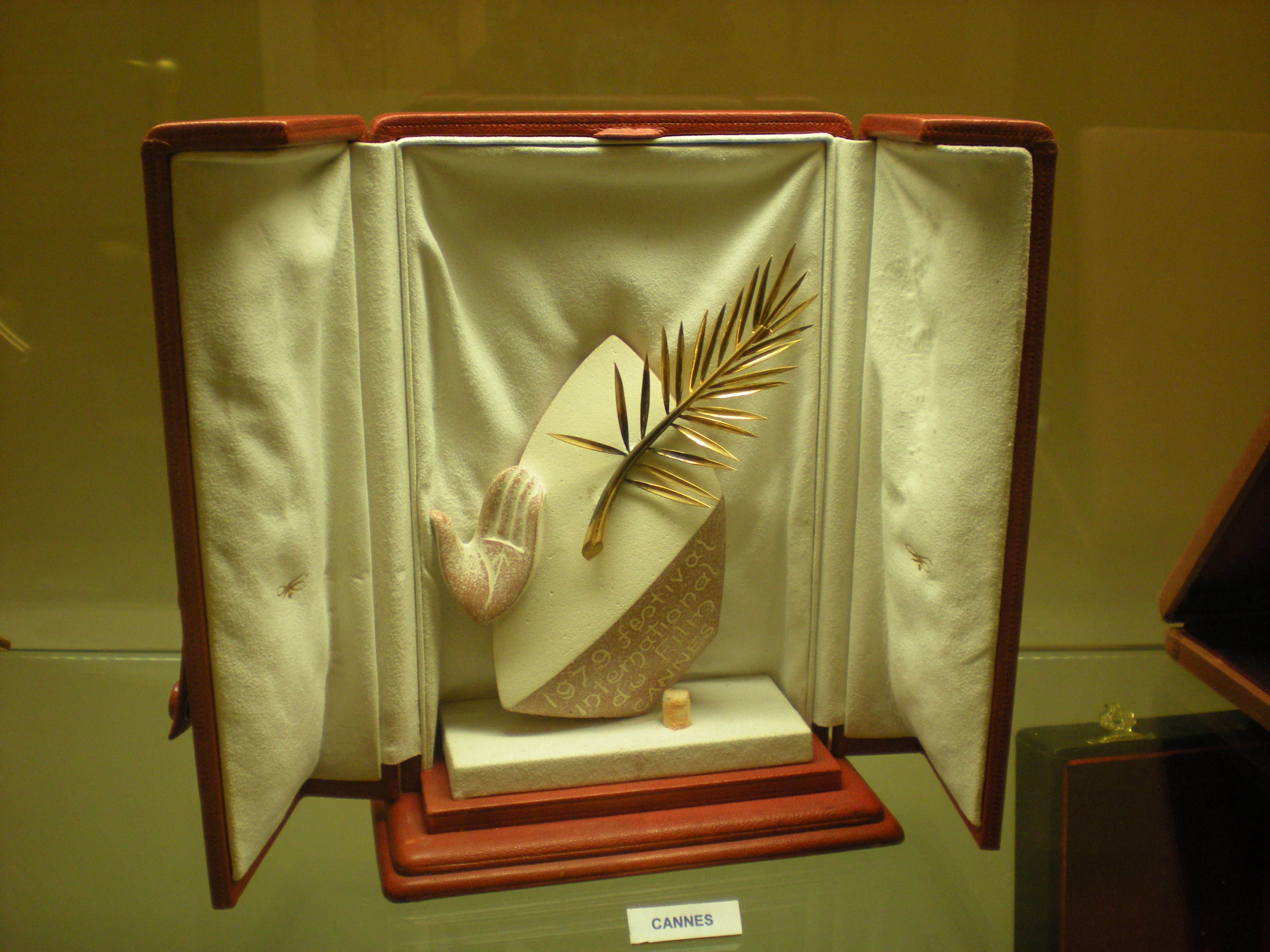
«Золотая пальмовая ветвь»

«Золота́я па́льмовая ветвь» (фр. Palme d’Or) — главная награда Каннского кинофестиваля. Своё современное название получила в 1955 году. С 1939 по 1954 и с 1964 по 1974 год главная награда фестиваля называлась «Гран-при» (фр. Grand Prix du Festival International du Film — большой приз). Считается одной из самых престижных кинопремий в мире.

## История

Герб города Канны.

До 1954 года включительно в качестве главной награды Каннского фестиваля вручался «Гран-при». Материально приз представлял собой произведение какого-либо современного художника моды (каждый год — новое). В 1954 году совет директоров фестиваля принял решение учредить особый приз. Было приглашено несколько ювелиров для создания приза в виде пальмовой ветви (пальмовая ветвь изображена на гербе Канн); победителем стала Люсьенн Лазон.
С 1964 по 1974 год из-за проблем с авторским правом на приз временно было возобновлено вручение «Гран-при» в качестве главной награды. С 1975 года вручается новый приз, который также выполнен в виде пальмовой ветви. Сначала он находился в красном сафьяновом футляре. В 1984 году он был помещён на пирамидальный пьедестал, а в 1992 году — на пьедестал в виде огранённого хрусталя. С 1997 года ветвь помещается в футляр из синего сафьяна вместе с цельным куском огранённого хрусталя (с 2022 года — розового кварца). Сама ветвь выполнена из 24-каратного золота массой 118 грамм.

## Статистика
За всю историю фестиваля ни один режиссёр не смог получить приз трижды. В число двукратных обладателей главной награды фестиваля входят Альф Шёберг (1946, 1951), Фрэнсис Форд Коппола (1974, 1979), Билле Аугуст (1988, 1992), Эмир Кустурица (1985, 1995), Сёхэй Имамура (1983, 1997), братья Дарденн (1999, 2005), Михаэль Ханеке (2009, 2012), Кен Лоуч (2006, 2016) и Рубен Эстлунд (2017, 2022). При этом Шёберг оба раза был лауреатом ещё до учреждения «Золотой пальмовой ветви» и получил «Гран-при» фестиваля.
Наибольшее число раз (20) лауреатами стали режиссёры из США.
Женщины-режиссёры четыре раза получили главный приз: Бодиль Ипсен (совместно с Лау Лауритценом-младшим) — за фильм «Красные луга» в 1946 году на первом фестивале, приз на котором получили почти все фильмы-участники; Джейн Кэмпион — за фильм  «Пианино» в 1993 году (единственная премия у региона Австралия и Океания); Жюлия Дюкурно — за фильм «Титан» в 2021 году; Жюстин Трие — за фильм «Анатомия падения» в 2023 году.
За всю историю фестиваля 4 фильма удостоены главного приза и премии «Оскар» за «Лучший фильм»: «Потерянный уикенд» (в 1946 году), «Марти» (в 1955 и 1956 годах), «Паразиты» (в 2019 и 2020 годах) и «Анора» (в 2024 и 2025 годах).

## Лауреаты

### Гран-при (1939—1954)

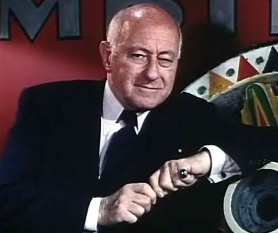
Сесил Би Демилль — режиссёр фильма «Юнион Пасифик», которому в 2002 году была присуждена «Золотая пальмовая ветвь» за 1939 год.

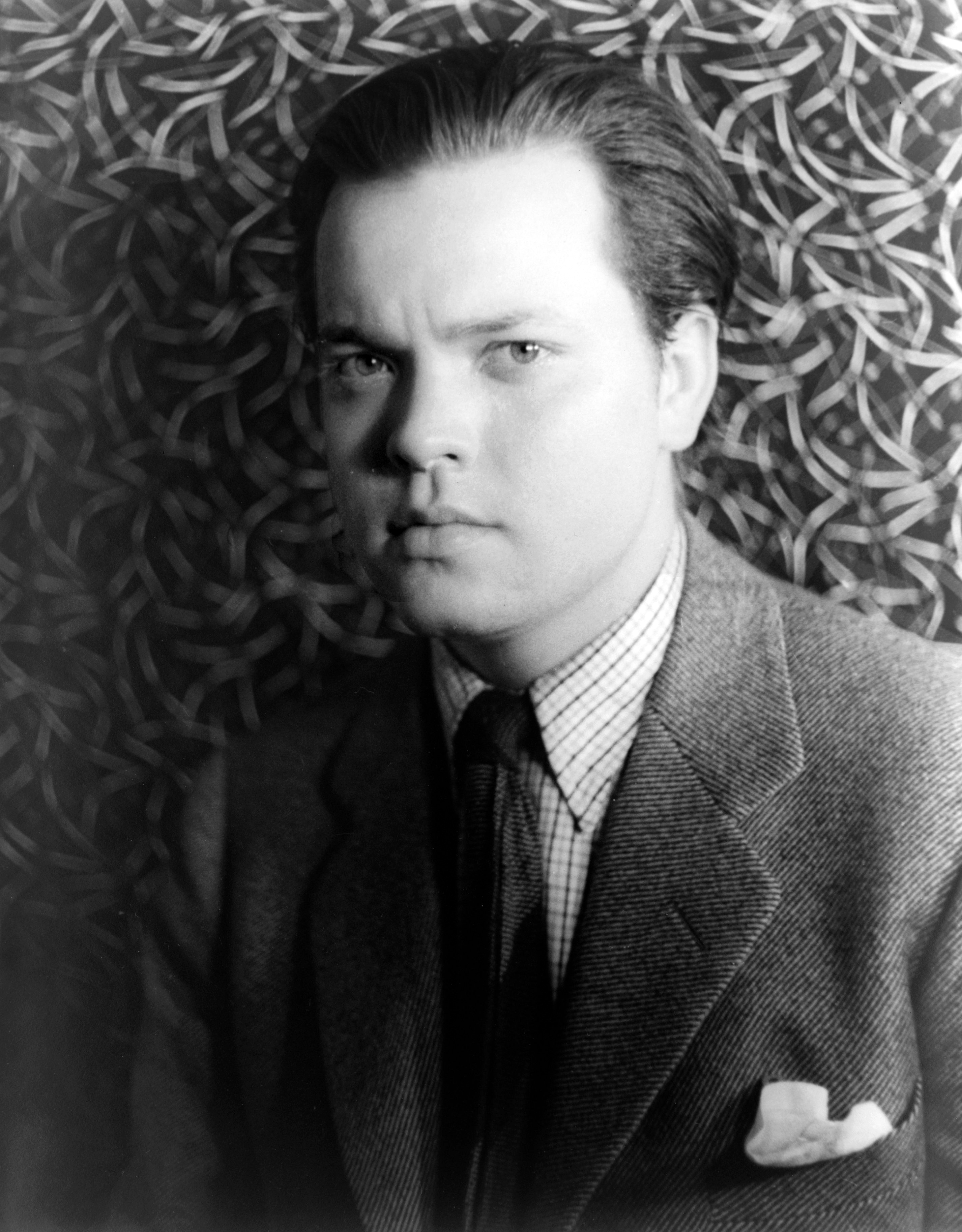
Орсон Уэллс, один из обладателей «Гран-при» в 1952 году.

| Год  | Фильм                                               | Режиссёр                         | Страна                                       |
| ---- | --------------------------------------------------- | -------------------------------- | -------------------------------------------- |
| 1939 | Юнион Пасифик / Union Pacific                       | Сесил Би Демилль                 | США                                          |
| 1946 | «Травля» / Hets                                     | Альф Шёберг                      | Швеция                                       |
| 1946 | Потерянный уикенд / The Lost Weekend                | Билли Уайлдер                    | США                                          |
| 1946 | Красные луга / De røde enge                         | Бодиль Ипсен и Лау Лауритцен мл. | Дания                                        |
| 1946 | Город в долине / नीचा नगर                             | Четан Ананд                      | Британская Индия                             |
| 1946 | Короткая встреча / Brief Encounter                  | Дэвид Лин                        | Великобритания                               |
| 1946 | Мария Канделария / María Candelaria                 | Эмилио Фернандес                 | Мексика                                      |
| 1946 | Великий перелом                                     | Фридрих Эрмлер                   | СССР                                         |
| 1946 | Пасторальная симфония / La symphonie pastorale      | Жан Деланнуа                     | Франция                                      |
| 1946 | Последний шанс / Die Letzte Chance                  | Леопольд Линдтберг               | Швейцария                                    |
| 1946 | Люди без крыльев / Muži bez křídel                  | Франтишек Чап                    | Чехословакия                                 |
| 1946 | Рим — открытый город / Roma, città aperta           | Роберто Росселлини               | Италия                                       |
| 1947 | Премия не вручалась                                 | Премия не вручалась              | Премия не вручалась                          |
| 1948 | Фестиваль не проводился                             | Фестиваль не проводился          | Фестиваль не проводился                      |
| 1949 | Третий человек / The Third Man                      | Кэрол Рид                        | Великобритания                               |
| 1950 | Фестиваль не проводился                             | Фестиваль не проводился          | Фестиваль не проводился                      |
| 1951 | Фрёкен Юлия / Fröken Julie                          | Альф Шёберг                      | Швеция                                       |
| 1951 | Чудо в Милане / Miracolo a Milano                   | Витторио Де Сика                 | Италия                                       |
| 1952 | Отелло / The Tragedy of Othello: The Moor of Venice | Орсон Уэллс                      | США · Италия · Франция · Французское Марокко |
| 1952 | Два гроша надежды / Due soldi di speranza           | Ренато Кастеллани                | Италия                                       |
| 1953 | Плата за страх / Le salaire de la peur              | Анри-Жорж Клузо                  | Франция · Италия                             |
| 1954 | Врата ада / 地獄門, Дзигоку-мон                     | Тэйноскэ Кинугаса                | Япония                                       |

### Золотая пальмовая ветвь (1955—1963)

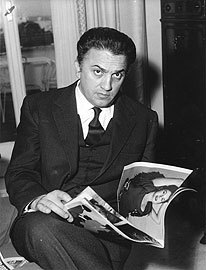
Федерико Феллини, обладатель «Золотой пальмовой ветви» в 1960 году.

| Год  | Фильм                                              | Режиссёр                | Страна                      |
| ---- | -------------------------------------------------- | ----------------------- | --------------------------- |
| 1955 | Марти / Marty                                      | Делберт Манн            | США                         |
| 1956 | В мире безмолвия / Le monde du silence             | Жак-Ив Кусто и Луи Маль | Франция · Италия            |
| 1957 | Дружеское увещевание / Friendly Persuasion         | Уильям Уайлер           | США                         |
| 1958 | Летят журавли                                      | Михаил Калатозов        | СССР                        |
| 1959 | Чёрный Орфей / Orfeu Negro                         | Марсель Камю            | Франция · Италия · Бразилия |
| 1960 | Сладкая жизнь / La dolce vita                      | Федерико Феллини        | Италия · Франция            |
| 1961 | Столь долгое отсутствие / Une aussi longue absence | Анри Кольпи             | Франция · Италия            |
| 1961 | Виридиана / Viridiana                              | Луис Бунюэль            | Испания · Мексика           |
| 1962 | Исполнитель обета / O Pagador de Promessas         | Анселмо Дуарте          | Бразилия                    |
| 1963 | Леопард / Il Gattopardo                            | Лукино Висконти         | Италия · Франция            |

### Гран-при (1964—1974)

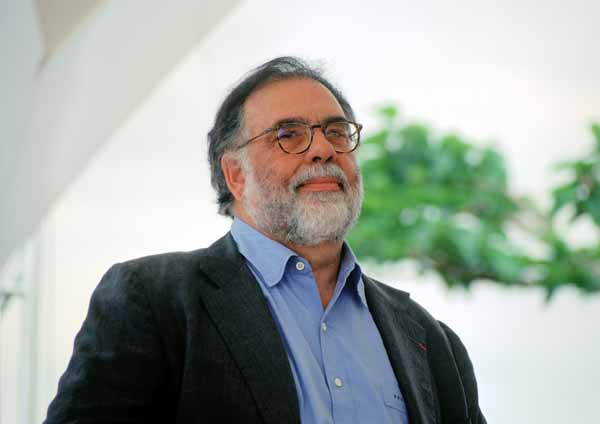
Фрэнсис Форд Коппола — второй режиссёр, дважды удостоенный главной награды Каннского кинофестиваля: в 1974 и 1979 году.

| Год  | Фильм                                                       | Режиссёр                | Страна                        |
| ---- | ----------------------------------------------------------- | ----------------------- | ----------------------------- |
| 1964 | Шербурские зонтики / Les Parapluies de Cherbourg            | Жак Деми                | Франция · ФРГ                 |
| 1965 | Сноровка... и как её приобрести / The Knack                 | Ричард Лестер           | Великобритания                |
| 1966 | Мужчина и женщина / Un homme et une femme                   | Клод Лелуш              | Франция                       |
| 1966 | Дамы и господа / Signore & signori                          | Пьетро Джерми           | Италия · Франция              |
| 1967 | Фотоувеличение / Blowup                                     | Микеланджело Антониони  | Великобритания · Италия · США |
| 1968 | Фестиваль не проводился                                     | Фестиваль не проводился | Фестиваль не проводился       |
| 1969 | Если… / if…                                                 | Линдсей Андерсон        | Великобритания                |
| 1970 | Военно-полевой госпиталь / MASH                             | Роберт Олтмен           | США                           |
| 1971 | Посредник / The Go-Between                                  | Джозеф Лоузи            | Великобритания                |
| 1972 | Рабочий класс идёт в рай / La classe operaia va in paradiso | Элио Петри              | Италия                        |
| 1972 | Дело Маттеи / Il Caso Mattei                                | Франческо Рози          | Италия                        |
| 1973 | Наёмный работник / The Hireling                             | Алан Бриджес            | Великобритания                |
| 1973 | Пугало / Scarecrow                                          | Джерри Шацберг          | США                           |
| 1974 | Разговор / The Conversation                                 | Фрэнсис Форд Коппола    | США                           |

### Золотая пальмовая ветвь (с 1975)

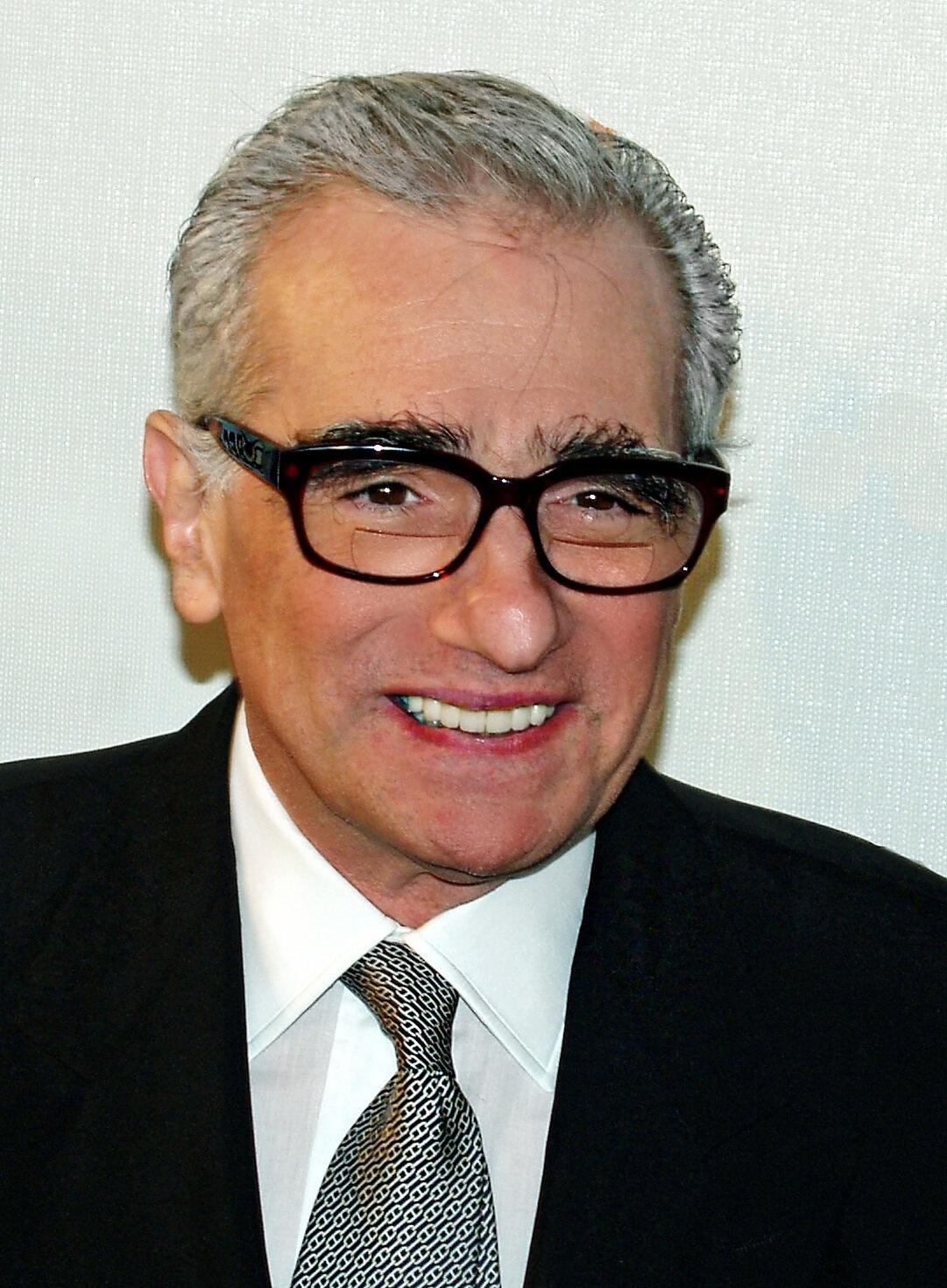
Мартин Скорсезе — режиссёр фильма «Таксист», получившего «Золотую пальмовую ветвь» в 1976 году.

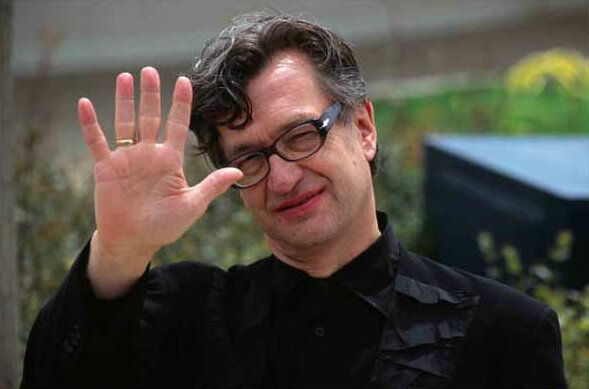
Вим Вендерс, чей фильм «Париж, Техас» был удостоен «Золотой пальмовой ветви» в 1984 году.

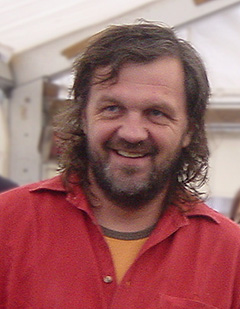
Эмир Кустурица, двукратный обладатель «Золотой пальмовой ветви»: в 1985 и 1995 году.

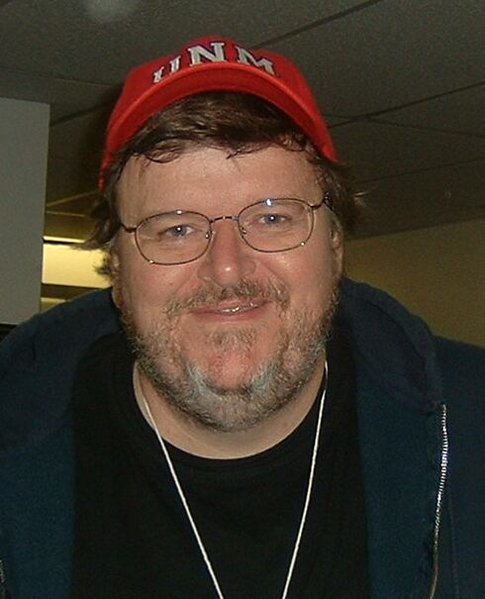
Майкл Мур, режиссёр фильма «Фаренгейт 9/11», второго документального фильма, удостоенного «Золотой пальмовой ветви» (в 2004 году).

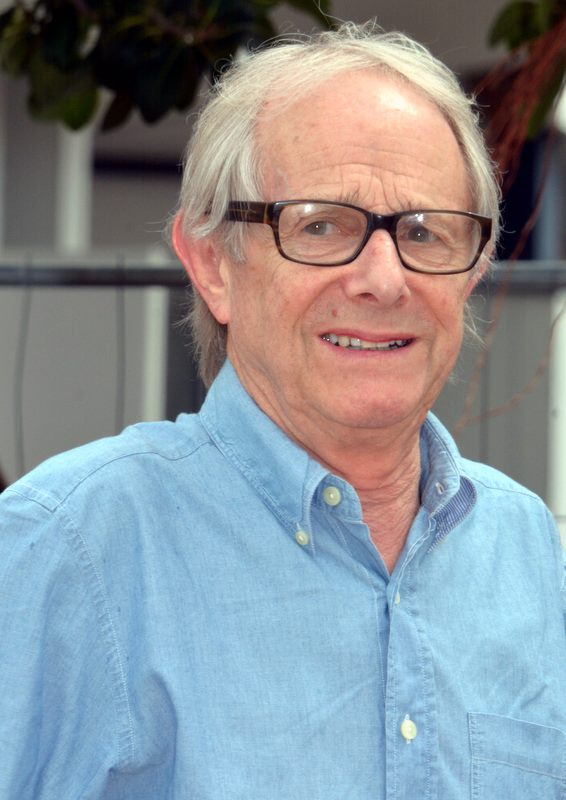
Фильмы британца Кена Лоуча дважды были удостоены «Золотой пальмовой ветви»: в 2006 и 2016 году.

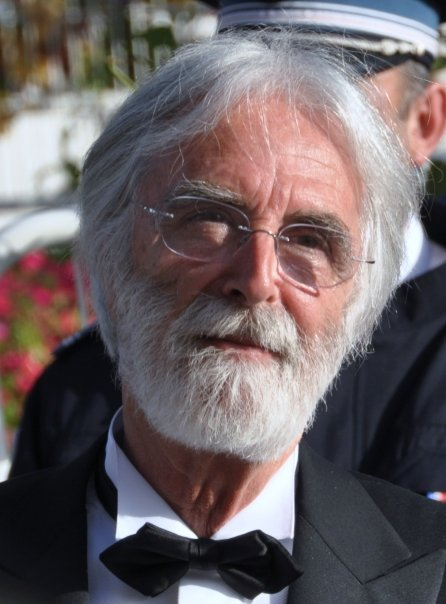
Фильмы австрийца Михаэля Ханеке дважды были удостоены «Золотой пальмовой ветви»: в 2009 и 2012 году.

| Год  | Фильм                                                           | Режиссёр                   | Страна |
| ---- | --------------------------------------------------------------- | -------------------------- | --- |
| 1975 | Хроника огненных лет / Chronique des années de braise           | Мохаммед Лахдар-Хамина     | Алжир |
| 1976 | Таксист / Taxi Driver                                           | Мартин Скорсезе            | США |
| 1977 | Отец-хозяин / Padre padrone                                     | Братья Тавиани             | Италия |
| 1978 | Дерево для башмаков / L’Albero degli zoccoli                    | Эрманно Ольми              | Италия |
| 1979 | Апокалипсис сегодня / Apocalypse Now                            | Фрэнсис Форд Коппола       | США |
| 1979 | Жестяной барабан / Die Blechtrommel                             | Фолькер Шлёндорф           | ФРГ · Франция · ПНР · Югославия |
| 1980 | Весь этот джаз / All That Jazz                                  | Боб Фосс                   | США |
| 1980 | Тень воина / 影武者, Кагэмуся                                   | Акира Куросава             | Япония · США |
| 1981 | Человек из железа / Człowiek z żelaza                           | Анджей Вайда               | ПНР |
| 1982 | Пропавший без вести / Missing                                   | Коста-Гаврас               | США |
| 1982 | Дорога / Yol                                                    | Йылмаз Гюней и Шериф Гёрен | Турция · Швейцария · Франция |
| 1983 | Легенда о Нараяме / 楢山節考, Нараяма бусико                    | Сёхэй Имамура              | Япония |
| 1984 | Париж, Техас / Paris, Texas                                     | Вим Вендерс                | ФРГ · Франция · Великобритания · США |
| 1985 | Папа в командировке / Otac na službenom putu                    | Эмир Кустурица             | Югославия |
| 1986 | Миссия / The Mission                                            | Ролан Жоффе                | Великобритания · Франция |
| 1987 | Под солнцем Сатаны / Sous le soleil de Satan                    | Морис Пиала                | Франция |
| 1988 | Пелле-завоеватель / Pelle erobreren                             | Билле Аугуст               | Дания · Швеция |
| 1989 | Секс, ложь и видео / Sex, Lies, and Videotape                   | Стивен Содерберг           | США |
| 1990 | Дикие сердцем / Wild at Heart                                   | Дэвид Линч                 | США |
| 1991 | Бартон Финк / Barton Fink                                       | Братья Коэн                | США · Великобритания |
| 1992 | Благие намерения / Den goda viljan                              | Билле Аугуст               | Швеция · Дания · Финляндия · Франция · Германия · Великобритания · Италия · Норвегия · Исландия                                          |
| 1993 | Прощай, моя наложница /霸王別姬 / Bàwáng Bié Jī                 | Чэнь Кайгэ                 | Китай · Гонконг |
| 1993 | Пианино / The Piano                                             | Джейн Кэмпион              | Новая Зеландия · Австралия · Франция |
| 1994 | Криминальное чтиво / Pulp Fiction                               | Квентин Тарантино          | США |
| 1995 | Андерграунд / Underground                                       | Эмир Кустурица             | СР Югославия · Франция · Германия · Болгария · Чехия · Венгрия                                                                           |
| 1996 | Тайны и ложь / Secrets & Lies                                   | Майк Ли                    | Франция · Великобритания |
| 1997 | Вкус вишни / طعم گيلاس                                          | Аббас Киаростами           | Иран · Франция |
| 1997 | Угорь / うなぎ, Унаги                                           | Сёхэй Имамура              | Япония |
| 1998 | Вечность и один день / Μια αιωνιότητα και μια μέρα              | Тео Ангелопулос            | Греция · Франция · Германия · Италия |
| 1999 | Розетта / Rosetta                                               | Братья Дарденн             | Бельгия · Франция |
| 2000 | Танцующая в темноте / Dancer in the Dark                        | Ларс фон Триер             | Дания · Аргентина · Испания · Германия · Нидерланды · Италия · США · Великобритания · Франция · Швеция · Финляндия · Исландия · Норвегия |
| 2001 | Комната сына / La stanza del figlio                             | Нанни Моретти              | Италия · Франция |
| 2002 | Пианист / The Pianist                                           | Роман Полански             | Франция · Польша · Германия · Великобритания                                                                                             |
| 2003 | Слон / Elephant                                                 | Гас Ван Сент               | США |
| 2004 | Фаренгейт 9/11 / Fahrenheit 9/11                                | Майкл Мур                  | США |
| 2005 | Дитя / L’Enfant                                                 | Братья Дарденн             | Бельгия · Франция |
| 2006 | Ветер, который качает вереск / The Wind That Shakes the Barley  | Кен Лоуч                   | Ирландия · Великобритания · Германия · Италия · Испания · Франция · Бельгия · Швейцария                                                  |
| 2007 | 4 месяца, 3 недели и 2 дня / 4 luni, 3 săptămâni şi 2 zile      | Кристиан Мунджиу           | Румыния · Бельгия |
| 2008 | Класс / Entre les murs                                          | Лоран Канте                | Франция |
| 2009 | Белая лента / Das weisse Band                                   | Михаэль Ханеке             | Германия · Австрия · Франция · Италия |
| 2010 | Дядюшка Бунми, который помнит свои прошлые жизни / ลุงบุญมีระลึกชาติ | Апичатпонг Вирасетакул     | Таиланд · Великобритания · Франция · Германия · Испания · Нидерланды                                                                     |
| 2011 | Древо жизни / The Tree of Life                                  | Терренс Малик              | США |
| 2012 | Любовь / Amour                                                  | Михаэль Ханеке             | Франция · Германия · Австрия |
| 2013 | Жизнь Адель / La Vie d’Adèle                                    | Абделлатиф Кешиш           | Франция · Бельгия · Испания |
| 2014 | Зимняя спячка / Kış Uykusu                                      | Нури Бильге Джейлан        | Турция · Германия · Франция |
| 2015 | Дипан / Dheepan                                                 | Жак Одиар                  | Франция |
| 2016 | Я, Дэниел Блейк / I, Daniel Blake                               | Кен Лоуч                   | Великобритания · Франция · Бельгия |
| 2017 | Квадрат / The Square                                            | Рубен Эстлунд              | Франция · Швеция · Дания · США |
| 2018 | Магазинные воришки / 万引き家族, Манбики кадзоку                | Хирокадзу Корээда          | Япония |
| 2019 | Паразиты / 기생충                                               | Пон Чжун Хо                | Республика Корея |
| 2020 | Фестиваль не проводился                                         | Фестиваль не проводился    | Фестиваль не проводился |
| 2021 | Титан / Titane                                                  | Жюлия Дюкурно              | Франция · Бельгия |
| 2022 | Треугольник печали / Triangle of Sadness                        | Рубен Эстлунд              | Швеция |
| 2023 | Анатомия падения / Anatomie d'une chute                         | Жюстин Трие                | Франция |
| 2024 | Анора / Anora                                                   | Шон Бейкер                 | США |
| 2025 | Простая случайность / یک تصادف ساده                             | Джафар Панахи              | Иран · Франция · Люксембург |